# Fauji
Fauji (devanagari: फौजी, nastaliq: فوجی, tłumaczenie: "Żołnierz") - popularny serial telewizyjny o codziennym życiu w armii indyjskiej. Film został wyreżyserowany i wyprodukowany w 1988 roku przez pułkownika R.K. Kapura. W roli głównej żołnierza Abhimanyu Rai wystąpił nieznany wówczas aktor Shah Rukh Khan. Film przyniósł mu dużą popularność, rolę w kolejnym serialu "Circus" i stał się punktem wyjścia do jego kariery najsławniejszego obecnie aktora indyjskiego.

## Obsada
- Shahrukh Khan – Abhimanyu Rai
- Vikram Chopra
- Rakesh Sharma – Vikram Rai